# George K. Simon
George K. Simon, ameriški pisatelj in avtor * 1. februar 1948 Havaji, ZDA.
George Simon je avtor znane knjige Ovčja oblačila: razumevanje in ravnanje z ljudmi, ki manipulirajo iz leta 1996. Knjiga ponuja nasvete o tem, kako se izogniti manipulatorjem in kako biti bolj pooblaščen v osebnih odnosih. Knjiga je bila prodana v 250.000 izvodih. Simon je v dveh dodatnih knjigah pisal o okvari značaja in bil aktiven bloger.
Simon je doktoriral iz klinične psihologije na univerzi Texas Tech in je opravil diplomo s področja forenzične in klinične psihologije (ACFEI). Nekaj let je bil član komisije guvernerja Arkansasa za nasilje v družini, posilstvo in nasilje, nekdanji predsednik psihološkega združenja Arkansas.
V letih 1996-1997 je Simon nastopal na nacionalni televiziji v ZDA (Poročilo O'Reilly) in v CBS Novice 48 Ur Skrivnosti programu, Trener Psov, Naslednica in Telesni stražar ter o lokalnih novicah v Birminghamu  (Metro Monitor), Dallas (Dobro jutro Texas), Little Rock (Jutranja glasba, Dnevne novice) in Memphis (AM Focus).
Leta 2020 je Denisa Relojo-Howella s Simonom intervjuval na temo psihološke manipulacije. 